# Вуд, Робин
Ро́берт Пол Вуд (англ. Robert Paul Wood; 23 февраля 1931 — 18 декабря 2009, Торонто) — британский и канадский киновед, автор монографий об Альфреде Хичкоке (1965), Ховарде Хоуксе (1968), Ингмаре Бергмане (1969), Клоде Шаброле (1970) и Микеланджело Антониони (1968, 1971).

## Биография
В 1953 году окончил Колледж Иисуса Кембриджского университета, где его учителями были Фрэнк Рэймонд Ливс, А. П. Росситер. В 1954—1958 годах работал учителем в школах Великобритании и Швеции. После года преподавания английского языка в Лилле, Вуд вернулся в Великобританию, а затем переехал в Швецию, где встретил свою будущую жену Эйлин МакДональд. Они поженились 17 мая 1960 года.
После публикации в Cahiers du cinéma разбора фильма «Психо» стал восприниматься как ведущий авторитет по творчеству Хичкока. В 1965 году вышла первая монография Вуда о фильмах этого режиссёра.
В 1974 году Вуд развёлся с женой (у них было трое детей — Кэрин, Фиона и Симон) и стал жить с мужчинами. С тех пор большое внимание уделял гомоэротической проблематике, анализировал фильмы с фрейдомарксистских позиций. В 1986 г. опубликовал обобщающий труд «Голливуд от Вьетнама до Рейгана».
С 1977 года преподавал в Йоркском университете (Торонто). Стоял у истоков канадского киножурнала CineACTION! Умер в возрасте 78 лет от лейкемии. Незадолго до смерти по заказу Британского института кино подготовил книгу о фильме Хоукса «Рио Браво».

## Научные труды
- Hitchcock’s Films, 1965
- Howard Hawks, 1968
- «Arthur Penn», 1968
- Ingmar Bergman, 1969
- Claude Chabrol, Wood and Michael Walker, 1970
- The Apu Trilogy,Praeger, New York, 1971.
- Antonioni, Revised Edition, Wood and Ian Cameron, 1971
- Personal Views: Explorations in Film, 1976
- Hollywood from Vietnam to Reagan, 1986
- Hitchcock’s Films Revisited, 1989
- Sexual Politics and Narrative Film: Hollywood and Beyond, 1998
- The Wings of the Dove, 1999
- Rio Bravo, 2003
- Hollywood from Vietnam to Reagan…and Beyond, 2003